# Barrandovbrug
De Barrandovbrug (Tsjechisch: Barrandovský most) is een brug over de rivier de Moldau in de Tsjechische hoofdstad Praag. De brug ligt in het zuiden van de stad en verbindt de wijken Hlubočepy en Braník. Tot 2010 was de Barrandovbrug een belangrijke schakel van de ringweg van Praag, R1, die de snelwegen D1 (naar Brno) en D5 (naar Pilsen) verbindt. Met het voltooien van de zuidelijke sectie van de Praagse ring, werd die rol overgenomen door de Radotín-brug (Radotínský most).
Tot 1978 lag er een andere brug over de Moldau. Nadat deze gesloopt was werd begonnen aan de bouw van de nieuwe brug, ontworpen door architect Karel Filsak. De zuidelijke helft was gereed in 1983, de noordelijke helft in 1988. De brug is genoemd naar Barrandov, een buurt in de wijk Hlubočepy. Tot 1990 was de naam Antonín Zápotocký-brug (most Antonína Zápotockého), genoemd naar de Tsjecho-Slowaakse politicus Antonín Zápotocký.